# السير (قرية)
السير هي إحدى قرى النوبة والتي تقع في دولة السودان في منطقة دنقلا .